# 卡路士·艾拔圖·蘇沙·杜斯·山度士
卡路士·艾拔圖·蘇沙·杜斯·山度士，（英語：Carlos Alberto Souza dos Santos，1960年12月9日），巴西职业足球运动员，现已退役。
山度士在戈伊亞斯及保地花高期間合共在巴西聯賽出場200次。

## 榮譽
- J聯賽最佳十一人 - 1993
- 日本聯賽盃MVP - 1996
- 日本職業足球聯賽球員獎 - 2002